# لوکاس مارکه
لوکاس مارکه (انگلیسی: Lucas Mareque؛ زادهٔ ۱۲ ژانویهٔ ۱۹۸۳ ‏(۴۲ سال)) بازیکن فوتبال اهل آرژانتین است.
از باشگاه‌هایی که در آن بازی کرده‌است می‌توان به باشگاه فوتبال پورتو، باشگاه فوتبال ریور پلاته، باشگاه اتلتیکو ایندپندینته، و باشگاه فوتبال لوریان اشاره کرد.